# Alan Macfarlane
Pour les articles homonymes, voir Macfarlane.
Alan Donald James Macfarlane (né le 20 décembre 1941 à Shillong, Meghalaya, en Inde) est un anthropologue et historien, professeur émérite de King's College à Cambridge. Il a écrit et co-écrit 20 livres et de nombreux articles sur l'histoire de l'Angleterre, du Népal, du Japon et de la Chine. Il se concentre sur une étude comparative des origines et de la nature du monde moderne. Plus tard dans sa carrière, il s'intéresse de plus en plus à l'utilisation des supports visuels dans l'enseignement et la recherche.

## Enfance et éducation
Macfarlane naît dans une famille propriétaire de plantations de thé britanniques, au Nord-Est de l'Inde. Il naît à l'hôpital Ganesh Das de la station de Shillong, à l'époque la capitale de l'État d'Assam et aujourd'hui la capitale du Meghalaya. Son père, "Mac" Macfarlane, est un officier de réserve des Fusiliers d'Assam et sa mère est l'autrice Iris Macfarlane (en). La famille vit dans plusieurs plantations d'Assam.
Les parents de Macfarlane l'envoient ensuite étudier en Angleterre, d'abord à Dragon School à Oxford puis à Sedbergh dans le Yorkshire, et enfin au Worcester College d'Oxford.

## Carrière
À Worcester, Macfarlane étudie l'histoire contemporaine de 1960 à 1963, puis il se spécialise en philosophie pour son master et obtient son doctorat de philosophie en 1967 pour son analyse sociologique des procès pour sorcellerie dans l'Essex entre 1560 et 1680.
En 1968, il obtient un Master en anthropologie de la London School of Economics avec un mémoire sur la régulation des relations conjugales et sexuelles dans l'Angleterre du XVIIe siècle. En 1972, avec une thèse sur la population et les ressources du centre du Népal, il obtient un deuixème doctorat au département des études orientales et africaines de l'université de Londres.
Il devient ensuite chercheur au King's College de Cambridge. En 1975, il devient maître de conférences en ethnologie à l'université de Cambridge. Il devient maître de conférences en anthopologie historique en 1981, et professeur d'anthropologie en 1991. Il devient professeur émérite d'anthropologie à l'université de Cambridge et un membre à vie de la faculté de King's College en 2009.

### Anthropologie
La première publication majeure de Macfarlane, en 1970, est Sorcellerie dans l'Angleterre des Tudor et des Stuart, une étude historique des conditions qui ont poussé la population anglaise à nourrir ces croyances. Son approche s'inspire de celle des anthropologues Edward Evans-Pritchard et Lucy Mari. La même année, Macfarlane publie The Family Life of Ralph Josselin, une étude du journal personnel d'un membre célèbre du clergé au dix-septième siècle. Il y explore les émotions, les peurs et les relations d'un homme et les étend à une étude de la vie privée au dix-septième siècle en Angleterre dans son ensemble.
Macfarlane a fait plusieurs études ethnographiques sur le terrain, la première étant au Népal, auprès du peuple Gurung. Il utilise cette période pour écrire Resources and Populations en 1976, une étude malthusianiste des réponses gurung aux ressources limitées et à la population croissante. Suivant les prinicipes démographiques de Malthus, Macfarlane prévoit que les Gurungs vivront une période démographiquement difficile dans les décennies à venir.

### Histoire
Macfarlane a publié bon nombre d'ouvrages sur l'histoire de l'Angleterre, avançant l'idée que plusieurs traits de ce qu'on appelle la société moderne sont apparus en Angleterre bien avant la "modernité" au sens historique du terme. S'appuyant sur les thèses de Max Weber, il crée un comparatif des sociétés moderne et traditionnelle. Son livre de 1987, La Culture du Capitalisme, est une étude non-déterministe de l'émergence de la modernité et du capitalisme en Europe occidentale. Il publie deux autres livres, The Origins of English Individualism (1978) et Marriage and Love in England (1986), explore l'émergence des institutions familiales et de la vie sociale anglaises à partir des institutions et expériences du continent européen.
Pendant les années 1990, Macfarlane donne des cours au Japon. Il se lance dans une période de recherches sur l'émergence de la modernité au Japon, la comparant à celles de l'Angleterre et de l'Europe. Dans The Savage Wars of Peace, en 1997, il s'intéresse à nouveau à Malthus et à la démographie, comparant les histoires anglaise et japonaise, deux grandes îles proches de leur continent. 

## Publications
Dans Riddle of the Modern World (2000) et Making of the Modern World (2001), Macfarlane se penche sur l'histoire des idées, en particulier pendant le Siècle des Lumières. Il s'appuie sur les thèses de Montesquieu, Adam Smith, Alexis de Tocqueville, Ernest Gellner, Yukichi Fukuzawa et Frederic Maitland.
Il étudie aussi le rôle de certaines inventions dans la transformation de l'histoire. The Glass Bathyscaphe: How Glass Changed the World (2002), co-écrit avec Gerry Martin, étudie l'impact de l'utilisation du verre dans la domination européenne du monde. Macfarlane et sa mère co-écrivent Green Gold: The Empire of Tea (2003), où ils présentent ensemble une thèse selon laquelle le thé a contribué à la prospérité de l'Angleterre, empêchant les épidémies en forçant l'ébullition de l'eau.
Dans Letters to Lily, publié en 2005, Macfarlane publie ses réflexions sur une vie entière de recherche sous la forme de lettres écrites pour sa petite-fille, Lily Bee. Cet ouvrage ouvre ses recherches au grand public. 